# Daucus carota subsp. commutatus
Carotte changeante, Carotte variable, Carotte
Pour les articles homonymes, voir Carotte (homonymie).
Sous-espèce
Daucus carota subsp. commutatus, la Carotte changeante, Carotte variable ou simplement Carotte, est une sous-espèce méditerranéenne de Carotte sauvage (Daucus carota), dans la famille des Apiaceae et le genre Daucus.

## Description
Cette sous-espèce de D. carota appartient au groupe des Gummifera (Carottes à gomme),. C'est une plante robuste, vivace, de grande taille (50 à 120 cm), à tiges plus ou moins velues et hirsutes. Les rameaux semblent très divariqués. Les feuilles sont divisées en très nombreux segments par rapport aux autres taxons du groupe. Les ombelles ont généralement des rayons très nombreux, bien bombées en pleine floraison, qui a lieu d'avril à juillet.

## Répartition
La Carotte changeante est endémique de la région méditerranéenne, présente en Corse, Italie, Espagne, au nord de l'Algérie, en Tunisie, Grèce, Albanie et Croatie.

## Synonymes
Daucus carota subsp. commutatus a pour synonymes :
- Daucus carota subsp. dentatus (Bertol.) Fiori[6]
- Daucus carota var. commutatus Paol., 1900[7],[8] (basionyme)[6]
- Daucus commutatus (Paol.) Thell.[8]
- Daucus dentatus Bertol[6].
- Daucus gingidium subsp. commutatus (Paol.) O.Bolòs & Vigo, 1974[1],[7],[8],[6]
- Daucus gingidium subsp. mauritanicus Onno, 1936[1]
- Daucus gingidium var. commutatus Paol.[1]
- Daucus gingidium var. tenuisectus (Pályi) Onno[6]
- Daucus hispidus var. tenuisectus Pályi[6]
- Daucus paralias Pomel, 1874[7],[8]
- Daucus siculus sensu Gren. & Godr., 1848[1]

## Variétés
Deux variétés appartiennent à la sous-espèce commutatus selon l'INPN (8 avril 2021) :
- Daucus carota var. commutatus Paol., 1900
- Daucus carota var. tenuisectus (Degen ex Palyi) Reduron, 2007

## Menaces et conservation
Elle est classée « Espèce quasi menacée » sur la Liste rouge de la flore vasculaire de France métropolitaine.